# Avant l'hiver
Avant l'hiver è un film del 2013 diretto da Philippe Claudel.

## Trama
Paul Natkinson è un neurochirurgo sposato da molti anni con Lucie. Il loro è sempre stato un matrimonio felice, coronato dalla nascita del figlio Victor, che di recente si è sposato con Caroline ed è diventato padre della piccola Emma. L'idillio nasconde tuttavia delle fragilità che il medico scoprirà attraverso l'incontro con Lou, una barista maghrebina operata di appendicite dal dottore in tenera età. Paul, tuttavia, non se ne ricorda, e respinge inizialmente con freddezza i tentativi di avvicinamento della ragazza.
Da un momento all'altro, si vede arrivare mazzi di rose rosse ovunque, in studio, sulla propria macchina e nei posti più improbabili. Tutti subiscono la medesima fine, cestinati con un'irritazione via via crescente. Per quanto tenti di non considerare quanto accade, Paul si mostra sempre più scosso, finché un giorno accusa un malore durante un'operazione. Persuaso dal suo superiore a prendere un periodo di riposo, intraprende un percorso interiore che lo porta a comprendere di aver trascorso la vita immerso nel lavoro e negli impegni quotidiani senza mai riuscire a guardarsi dentro.
In questo scenario di incertezza e riscoperta di emozioni sepolte a un tempo, Paul si sente attratto da Lou. Comincia così a frequentarla segretamente per capire cosa gli stia succedendo: con lei esce dagli schemi di una vita rimasta per molti anni immobile. Insieme parlano di loro e della comune passione per la musica. Una sera, tuttavia, trova la ragazza mentre si prostituisce in mezzo ad una strada. Lou si lascia andare a confidenze più profonde, manifestando un grande malessere interiore. Vive sola, e i genitori non si occupano di lei.
Durante un nuovo incontro tra i due, la giovane rimane estremamente colpita quando, gettandogli le braccia al collo, scopre che l'uomo non aveva alcuna intenzione di sedurla. Commossa, fugge via. Paul recupera il suo indirizzo e la rintraccia. La donna, ancora molto scossa, accetta - a patto che poi l'uomo se ne vada - di ascoltare con lui una registrazione di quando, bambina, aveva cantato una canzone della sua terra assieme alla nonna. Il brano rappresenta l'unico momento autentico della sua vita.
Poco dopo, la polizia rintraccia Paul nella stanza d'albergo in cui da qualche tempo alloggia, vista la tensione creata in casa dalla relazione clandestina. Lou si è uccisa: in mano aveva un foglio con il suo nome. Il medico viene messo al corrente di una macabra storia. Lou attirava nella sua casa uomini benestanti per poi strangolarli, e lui avrebbe dovuto essere il prossimo.
Qualche tempo dopo, il chirurgo pranza all'aperto con la moglie, i figli e un amico. Il loro rapporto, mai veramente rotto, è ripartito. La moglie, in fondo sempre amata, è lì. Poco dopo, però, Paul si apparta per ascoltare Lou mentre canta. Lucie, pensosa, lo osserva da fuori.

## Location
Inizialmente, la pellicola doveva essere girata nella zona di Metz, in Lorena, regione originaria del regista. Il finanziamento promesso di 122000 €, tuttavia, non è stato versato, spingendo la produzione a espatriare nel vicino Lussemburgo. Le scene si dividono tra la capitale e la zona boschiva nelle vicinanze.